# Yannick Lupien
Yannick Lupien (Canadá, 21 de febrero de 1980) es un nadador canadiense retirado especializado en pruebas de estilo libre, donde consiguió ser subcampeón mundial en 2005 en los 4 x 100 metros estilo libre.

## Carrera deportiva
En el Campeonato Mundial de Natación de 2005 celebrado en Montreal ganó la medalla de plata en los relevos de 4 x 100 metros estilo libre, con un tiempo de 3:16.44 segundos, tras Estados Unidos (oro con 3:13.77 segundos) y por delante de Australia (bronce con 3:17.56 segundos).